# Lepthyphantes kuhitangensis
Lepthyphantes kuhitangensis este o specie de păianjeni din genul Lepthyphantes, familia Linyphiidae, descrisă de Tanasevitch, 1989. Conform Catalogue of Life specia Lepthyphantes kuhitangensis nu are subspecii cunoscute.